# Ciutadella Imperial de Thăng Long
La Ciutadella Imperial de Thang Long (vietnamita: Hoàng Thành Thang Long) és el complex cultural que comprèn el recinte real que va ser construït durant la Dinastia Lý i posteriorment expandit per les dinasties Trần, Lê i finalment per la Dinastia Nguyễn. Les ruïnes més o menys coincideixen amb la Ciutadella de Hanoi actuals.
Està inscrit a la llista del Patrimoni de la Humanitat de la UNESCO des del 2010.